# ROCS Hai Hu (SS-794)
El ROCS Hai Hu (SS-794) es un submarino de ataque diésel-eléctrico de la marina de guerra de la República de China. Es la segunda unidad de la clase Hai Lung; siendo la primera el ROCS Hai Lung.
Fue construido en Países Bajos, colocándose su quilla en 1982. Fue botado el casco en 1986 y fue incorporado a la marina en 1988. Tanto el Hai Lung como el Hai Hu permanecen en servicio actualmente; y en 2018 fue anunciada su modernización.